# Lisa Bettany

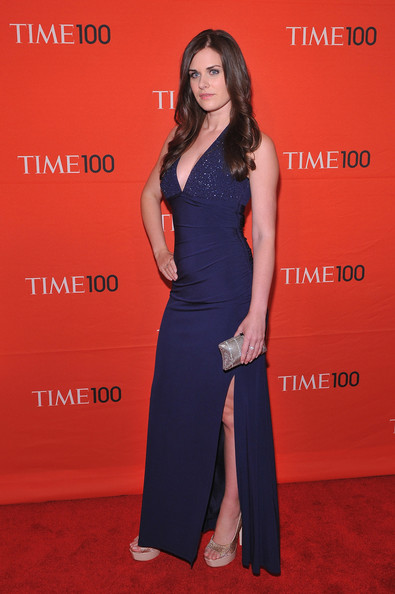
Lisa Bettany

Lisa Bettany (* 3. November 1981 in Victoria (British Columbia), Kanada) ist eine kanadische Fotografin, Bloggerin und App-Entwicklerin. Sie ist Mitbegründerin der iPhone-Kamera-App Camera +.

## Leben und Werk
Bettany wuchs als Tochter britischer Eltern in Victoria auf. Eine Rückenverletzung beendete ihre Karriere als Eiskunstläuferin im Alter von 20 Jahren. Während ihrer Regeneration veröffentlichte sie ihren ersten Blog und beschäftigte sich intensiver mit Fotografie. Mit einem internationalen Team entwickelte sie 2009 die App Camera+, 2014 MagiCam und 2015 Vee for Video. Das Entwicklerteam erzielte für die App Camera+ innerhalb eines Jahres einen Umsatz von fast 2 Millionen US-Dollar. Die Forbes nannte sie 2012 eine Top-Tech-Unternehmerin und 2014 wurde sie in die Liste Most Creative People in Business 1000 von Fast Company aufgenommen.  Sie studierte an der University of Victoria mit einem Bachelor-Abschluss in Linguistik und Journalismus und einem Master-Abschluss in Linguistik. Sie lebt derzeit mit ihrem Ehemann und ihrer Tochter Kate in Comox, British Columbia.